# Castanheira de Pera (freguesia)
A Freguesia de Castanheira de Pera foi uma freguesia portuguesa do município de Castanheira de Pera e do Distrito de Leiria, a qual tinha 50,43 km² de área e 3 091 habitantes (2011), e, por isso, uma densidade populacional de 61,3 hab/km².
Foi extinta em 2013, no âmbito de uma reforma administrativa nacional, tendo sido agregada à freguesia de Coentral, para formar uma nova freguesia denominada União das Freguesias de Castanheira de Pêra e Coentral da qual é a sede.
Nota linguística: A grafia correcta é Castanheira de Pera e não Castanheira de Pêra. A origem do nome desta localidade deriva de pedra e não de pêra (fruto da pereira).

## População
| População da freguesia de Castanheira de Pêra | População da freguesia de Castanheira de Pêra | População da freguesia de Castanheira de Pêra | População da freguesia de Castanheira de Pêra | População da freguesia de Castanheira de Pêra | População da freguesia de Castanheira de Pêra | População da freguesia de Castanheira de Pêra | População da freguesia de Castanheira de Pêra | População da freguesia de Castanheira de Pêra | População da freguesia de Castanheira de Pêra | População da freguesia de Castanheira de Pêra | População da freguesia de Castanheira de Pêra | População da freguesia de Castanheira de Pêra | População da freguesia de Castanheira de Pêra | População da freguesia de Castanheira de Pêra |
| --------------------------------------------- | --------------------------------------------- | --------------------------------------------- | --------------------------------------------- | --------------------------------------------- | --------------------------------------------- | --------------------------------------------- | --------------------------------------------- | --------------------------------------------- | --------------------------------------------- | --------------------------------------------- | --------------------------------------------- | --------------------------------------------- | --------------------------------------------- | --------------------------------------------- |
| 1864                                          | 1878                                          | 1890                                          | 1900                                          | 1911                                          | 1920                                          | 1930                                          | 1940                                          | 1950                                          | 1960                                          | 1970                                          | 1981                                          | 1991                                          | 2001                                          | 2011                                          |
| 3 413                                         | 4 269                                         | 5 191                                         | 5 430                                         | 5 684                                         | 5 105                                         | 5 539                                         | 5 753                                         | 5 830                                         | 5 385                                         | 4 568                                         | 4 903                                         | 4 261                                         | 3 579                                         | 3 091                                         |

### Personalidades ilustres
- Visconde de Castanheira de Pera